# وي كيم وي
وي كيم وي (بالإنجليزية: Wee Kim Wee) (و. 1915 – 2005 م) هو لاعب كرة الريشة، ودبلوماسي، وصحفي، وسياسي من سنغافورة ولد في سنغافورة.
تولى منصب رئيس سنغافورة (1985-09-02–1993-09-01) .وهو عضو في حزب العمل الشعبي .

## روابط خارجية
- وي كيم وي على موقع مونزينجر (الألمانية)